# Hrvatska enciklopedija (Ujević)
Hrvatska enciklopedija (Encyclopaedia Croatica) hrvatska je nacionalna i opća enciklopedija. Od 1941. do 1945. godine objavljeno je pet od planiranih dvanaest svezaka. Glavni urednik bio je Mate Ujević.

## Povijest
Prvu ideju za pokretanje enciklopedije dao je Dragutin Stjepan Schulhof, većinski vlasnik ondašnjeg najvećeg hrvatskog grafičkog i novinsko-izdavačkog poduzeća Tipografija d.d. Svoju misao povjerio je g. 1938. profesoru dr. Mati Ujeviću znajući da je pouzdan i energičan čovjek. Ujević je prihvatio inicijativu, tim više, što je Schulhof stavio na raspolaganje početni kapital i kapacitete svoje tiskare. U pripremnim radnjama određena je svrha Enciklopedije, koja će biti opća, a ne samo hrvatska. Što se tiće njegovog hrvatskog aspekta, ona treba biti, sintetički pregled na cijeli narod kao duhovnu cjelinu te odraz hrvatske nacionalne kulture i civilizacije, u kojoj su se kroz stoljeća taložila ostvarenja domaće autohtone kulture uz asimilarna dobra iz univerzalne kulture čovječanstva. Enciklopedija je uz potporu vlasti, predsjednik HSS-a Dr. Vladko Maček, vođa hrvatske politike i potpred. beogradske vlade pozvao je posebnim pismom od 30.I.1940. izdavače, urednike i suradnike, da Hrvatska enciklopedija" bude objektivni prikaz hrvatske narodne kulture, a sve Hrvate, da ih u tome pomažu. Enciklopediju je preporučio narodu i ban Banovine Hrvatske dr. Ivan Šubašić, jednako kao i nadbiskup zagrebački Mons. Alojzije Stepinac, koji je u svojoj poruci od 1.II.1940. napisao: Činjenica, da se ovo djelo pokreće u doba najteže krize u povijesti svijeta, znak je životne sposobnosti hrvatskog naroda i njegove težnje za napredkom. Enciklopedija je bila zamišljena u 12 svezaka formata 22x28 cm, svaki od 800 stranica, s preko 1500 fotografija i crteža u tekstu. Računa se da je za Hrvatsku Enciklopediju radilo oko 1500 osoba, što urednika, suradnika, redakcijskog i administrativnog personala te tipografskog osoblja. Po prvi puta u hrvatskoj kulturi okupilo se na jednom djelu toliko suradnika. Motor i glavni laboratorij Enciklopedije bilo je središnje uredništvo, u kojem je pod vodstvom dra Mate Ujevića radilo 15 urednika. Među njima su se posebno isticali leksikograf dr. Gustav Šamšalović, klasičar prof. Zvonimir Doroghy, kroatist prof. Petar Grgec, geograf prof. Nikola Žic, pjesnik Ljubo Wiesner, slavist prof. Pavao Tijan, slikar Julije Meissner tehnički urednik slikar Vladimir Mirosavljević. Tiskanje prvoga izdanja završeno je 10. veljače 1941., nešto manje od dva mjeseca prije napada Sila Osovine na Jugoslaviju.
Izdavanje enciklopedije nastavio je Hrvatski izdavalački (bibliografski) zavod, koji je djelovao u Nezavisnoj Državi Hrvatskoj. Peti svezak, zaključno s pojmom "Elektrika", izdan je unatoč krajnje teškim i ratnim uvjetima 2. svibnja 1945. godine, svega četiri dana prije raspada NDH.  Nakon ulaska partizanskih postrojbi u Zagreb gotovo je cjelokupna njegova naklada uništena i danas je, za razliku od prva četiri, prava bibliografska rijetkost. Po obliku, opsegu, ilustrativnoj opremi i tretiranju tema predstavlja neku sredinu između tipa Encyclopaedia Britannica i Enciclopedia Italiana. Nije čista enciklopedija, jer sadrži i mnoge pojmove obrađene lektorski, pa je zapravo neki prijelaz od leksikona prama ekciklopediji, kako je to odgovaralo hrvatskim potrebama. Pridonjela je jačanju i razvijanju hrvatskih narodnih intelektualnih, estetskih i etičnih vrednota te izgradnji i jačanju nacionalne svijesti. Počela postizati duhovnu harmoniju hrvatskog čovjeka grada i sela, učenih i srednje obrazovanih, dok komunistička revolucija i nivelacija na niže nije taj proces zaustavila.
O tome koliko je nepravedno projekt izdavanja ove enciklopedije osuditi kao "ustaški", svjedoči npr. i podatak da je u članku čovjek (Sv. IV., 1942.) dana vrlo jasna i podrobna osuda rasističkih teorija kao neznanstvenih i neutemeljenih. Ističe se npr. da, nasuprot pokušajima dokazivanja superiornosti čiste rase, "može se često ustanoviti da su istaknuti ljudi miješane rase". To je bilo prilično hrabro objaviti u državi (NDH) koja je i sama prihvaćala rasističke teorije (Hrvati kao arijska rasa). Na HIBZ se nisu odnosili tadanji propisi o cenzuri sve do kraja 1944. godine.
Poslije petoga sveska projekt je prekinut, ali su mnogi suradnici, među njima i glavni urednik Mate Ujević, sudjelovali u izradbi Opće enciklopedije JLZ i drugih izdanja Leksikografskog zavoda FNRJ koji je osnovan 1950. na poticaj Miroslava Krleže. Za nova izdanja uzet je isti format, isti sistem ilustriranja, isti način uređivanja, kao za Hrvatsku Enciklopediju, dapače i isti ritam izlaženja: dva sveska godišnje. Razlika je jedino u tom, što je nova enciklopedija dobila novu tiskaru i što je ideološki marksistički orijentirana, što uostalom, jasno tvrdi u svom programu, kad kaže, da joj je svrha stvaranje suvremneog demokratskog i socijalističkog mentaliteta. Danas u modernoj Republici Hrvatskoj nosi naziv Leksikografski zavod »Miroslav Krleža« i uz ostala izdanja od 1999. izdaje i novu Hrvatsku enciklopediju.

## Svesci
| Svezak | Slova                  | Nadnevak (god.) izd. | Obrojčenih stranica | Naziv nakladnika                                     |
| ------ | ---------------------- | -------------------- | ------------------- | ---------------------------------------------------- |
| 1. sv. | A – Automobil          | 10. veljače 1941.    | 808                 | Naklada konzorcija Hrvatske Enciklopedije            |
| 2. sv. | Autonomaši – Boito     | 20. prosinca 1941.   | 728                 |                                                      |
| 3. sv. | Boja – Cleveland       | 21. listopada 1942.  | 800                 | Naklada Hrvatskog izdavalačkog bibliografskog zavoda |
| 4. sv. | Cliachit – Diktis      | 1942. ↓n1            | 776                 |                                                      |
| 5. sv. | Dilatacija – Elektrika | 2. svibnja 1945.     | 738                 |                                                      |

## Poveznice
- Mate Ujević
- Julije Meissner

## Napomene
- ↑n1  Četvrtom svesku nije bio otisnut nadnevak tiskanja, već samo godina 1942.[3] Godina nije pogrešno navedena,[3] nego se željelo spasiti dotadanji rad na tom svesku koji je pisan po uzusima Boranićeva Pravopisa hrvatskoga ili srpskoga jezika (1940.; 1941. − 8. izd. Nakladnoga zavoda banovine Hrvatske), koji se mogao rabiti do pred kraj godine 1942.[3] Četvrti se svezak pojavljuje početkom druge polovine 1943.[3] godine. Četvrti je svezak bio i dotiskan godine 1944.[3] Enciklopedija je bila vezana u knjigovežnici Jerolima Malinara.

## Vanjske poveznice
Mrežna mjesta
- Hrvatska enciklopedija, digitalizirana inačica na portalu LZMK
- Utemeljitelj moderne hrvatske enciklopedije  Arhivirana inačica izvorne stranice od 12. kolovoza 2014. (Wayback Machine)
- Mate Ujević (1901.-1967.) utemeljitelj i glavni urednik Hrvatske Enciklopedije
- Nedjeljka Luetić-Tijan, "Život Pavla Tijana", Matica hrvatska, Zagreb, 2014., str. 81. – 112. ISBN 978-953-150935-0. - 953-150935-2